# Bedřich Michael z Fürstenbergu
Bedřich Michael Josef Jan lantkrabě z Fürstenbergu (německy Friedrich Michael Josef Johann Landgraf zu Fürstenberg) (29. září 1793 Brno – 22. května 1866 Vídeň) byl rakouský generál. Od mládí sloužil v armádě a vojenskou kariéru zahájil za napoleonských válek. Jako důstojník jezdectva poté sloužil v Haliči, Itálii nebo Uhrách, několik let strávil také v Čechách a na Moravě. V letech 1851–1853 byl velitelem v Praze a v roce 1854 dosáhl hodnosti generála jezdectva. Nakonec v letech 1854–1860 zastával u dvora ve Vídni čestnou funkci kapitána císařské gardy. Byl majitelem velkostatku na jižní Moravě, kde je také pohřben. 

## Životopis

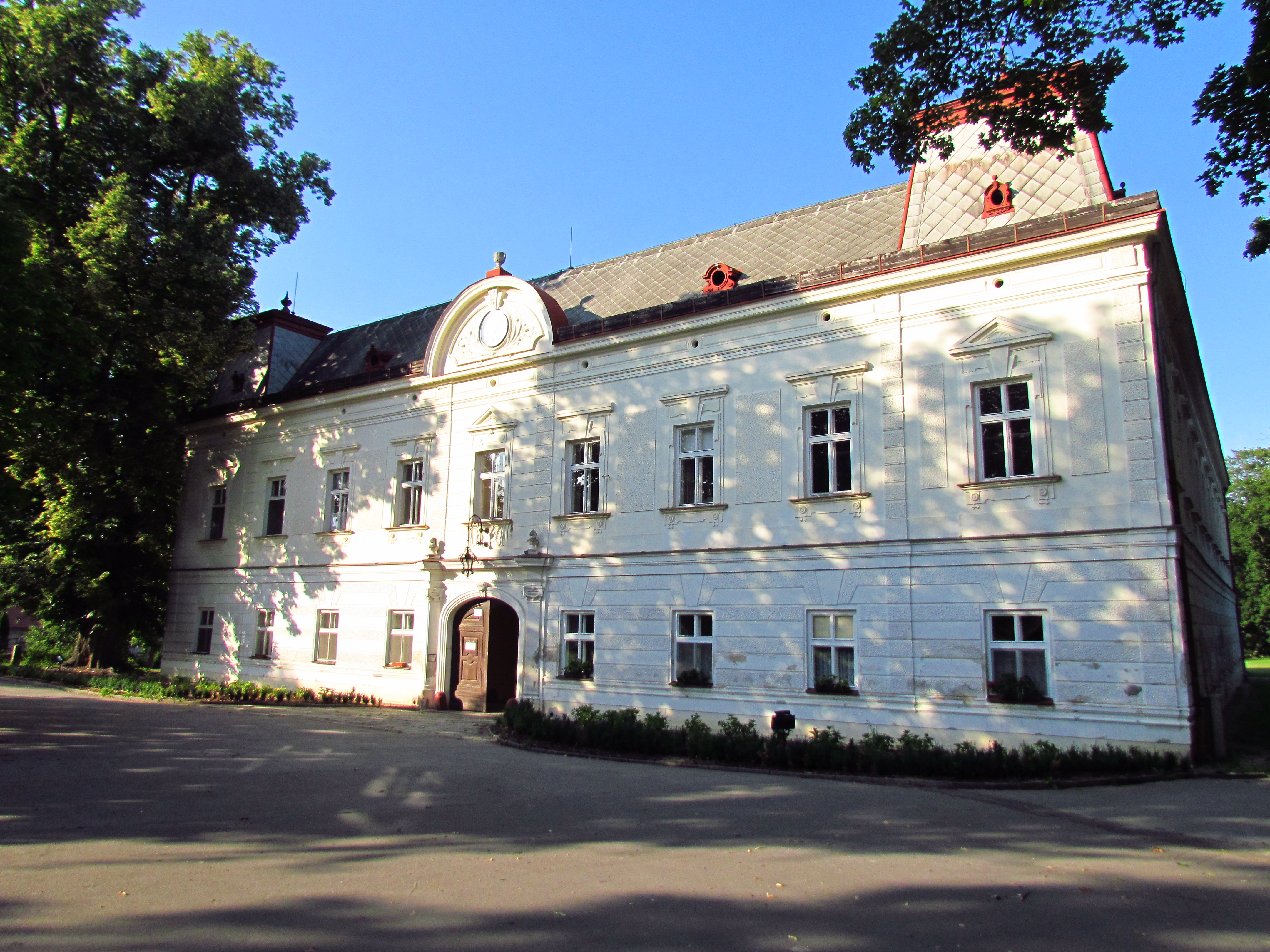
Zámek Tavíkovice, majetek Bedřicha Michaela Fürstenberga od roku 1840

Pocházel ze starého šlechtického rodu Fürstenbergů, patřil k linii usazené na Moravě. Narodil se v Brně jako čtvrtý syn lankraběte Bedřicha Josefa z Fürstenbergu (1751–1814) a jeho třetí manželky Marie Josefíny, rozené hraběnky ze Žerotína (1771–1857). Od mládí sloužil v armádě, zúčastnil se závěrečné fáze napoleonských válek a již v roce 1814 byl rytmistrem, téhož roku také obdržel hodnost c. k. komořího. Sloužil u husarského 8. pluku v Haliči, později u 3. husarského pluku v Miláně. V roce 1828 byl v hodnosti majora pobočníkem arcivévody Ferdinanda d'Este a důstojníkem 12. husarského pluku v Gyöngyösi. Jako plukovník byl později velitelem husarského 5. pluku v Itálii.
V roce 1838 byl povýšen do hodnosti generálmajora a stal se velitelem brigády v Osijeku, v dalších letech se uvádí jako velitel brigády v Praze (1843) a Prostějově (1846). K datu 17. srpna 1846 byl povýšen do hodnosti polního podmaršála a převzal velení jezdecké divize v Brně, od roku 1850 byl divizním velitelem v Čechách. Od roku 1849 byl také čestným majitelem dragounského pluku č. 5 umístěného v Hradci Králové. V letech 1851–1853 zastával funkci velitele města a pevnosti Praha. V roce 1853 obdržel titul c. k. tajného rady s nárokem na oslovení Excelence. Poté byl povolán do Vídně a v letech 1854–1860 vykonával čestný post kapitána císařské gardy trabantů (Hauptmann der Trabanten Leibgarde). Mezitím k datu 24. dubna 1854 dosáhl hodnosti generála jezdectva a v lednu 1860 byl penzionován. Od zahraničních panovníků obdržel ruský Řád sv. Anny II. třídy a sardinský Řád sv. Mořice a Lazara.
Po starším bratrovi zdědil v roce 1840 na jižní Moravě panství Tavíkovice, které později prodal.
Zemřel svobodný a bezdětný ve Vídni 22. května 1866 ve věku 73 let. Spolu s dalšími příbuznými je pohřben v kostele Nejsvětější Trojice v Běhařovicích na tavíkovickém panství, které rodině patřilo v 18. a 19. století.

## Rodina
Pocházel z početné rodiny, měl celkem devět sourozenců, z nichž dva zemřeli v dětství. Nejstarší bratr Josef Bedřich (1777–1840) působil ve dvorských službách a zastával řadu let funkci nejvyššího kuchmistra. Další bratr Ludvík Karel (1793–1813) padl za napoleonských válek v bitvě u Drážďan. Sestra Friderika (1781–1858) byla manželkou prince Gustava Hohenlohe-Langenburga (1777–1866), který v rakouské armádě dosáhl hodnosti polního zbrojmistra. Další sestry Konstancie (1780–1819), Marie Filipína (1792–1863) a Adelheid (1812–1874) se provdaly do rodin usazených na Moravě (Chorinští z Ledské, Schaffgotschové, Herbersteinové).